# Avion de voltige

Extra 300

Un avion de voltige est un aérodyne utilisé en voltige aérienne, à la fois lors de démonstrations et de compétitions de vol acrobatique.

## Caractéristiques
Par rapport aux avions de tourisme, ils sont conçus dans le but d'obtenir les meilleures performances et manœuvrabilité en voltige. Ce qui se traduit par une motorisation plus puissante, équipée de dispositifs de lubrification et l'alimentation en carburant permettant au moteur de fonctionner dans toutes les attitudes, notamment en vol inversé (sur le dos).
Leurs structures sont à la fois légères pour garder un rapport poids-puissance faible, dimensionnées afin de subir des facteurs de charge élevés (jusqu'à +/- 10g), et très rigides. Leurs surfaces de contrôle comme les ailerons sont sur-dimensionnées permettant une meilleure manœuvrabilité et des taux de roulis élevés (jusqu'à 500° par seconde). Ils sont également équipés d'instruments peu courants sur les autres avions tels que l'indicateur de virage dos, un accéléromètre, ou les triangles de bout d'aile servants de repères visuels pour piloter l'assiette de l'avion.
En raison de leur performances d’exceptions ils sont parfois qualifiés de formule 1 des airs .
Cette conception conduit à une perte générale de fonctionnalité pour l'activité touristique (autonomie, capacité d'emport, nombre de passagers) ou facilité de pilotage. Certains avions possèdent cependant une capacité touristique tout en conservant la capacité d'effectuer la voltige de base.

## Modèles d'avions de voltige motorisés

### Acro Sport
- Acro Sport I
- Acro Sport II

### Apex Aviation
- Mudry CAP 10
- Mudry CAP 20
- Cap 222 (Giles G-202)

CAP 232

- Famille CAP 230, monoplaces de compétition, quatre fois champion du monde et trois fois champion d'Europe.

### Aura Aéro

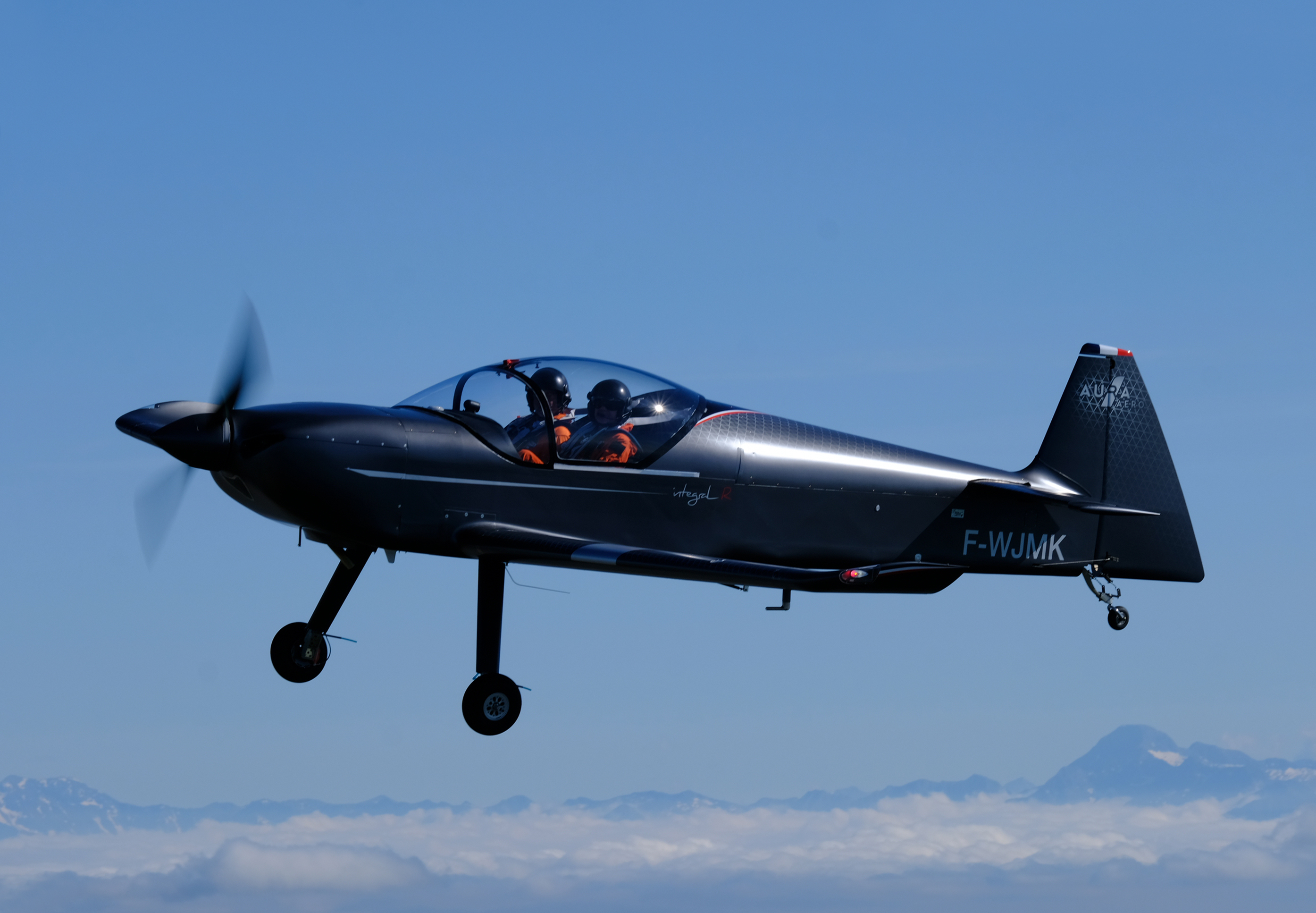
Integral R

- Integral R

### Aviat Aircraft Inc.

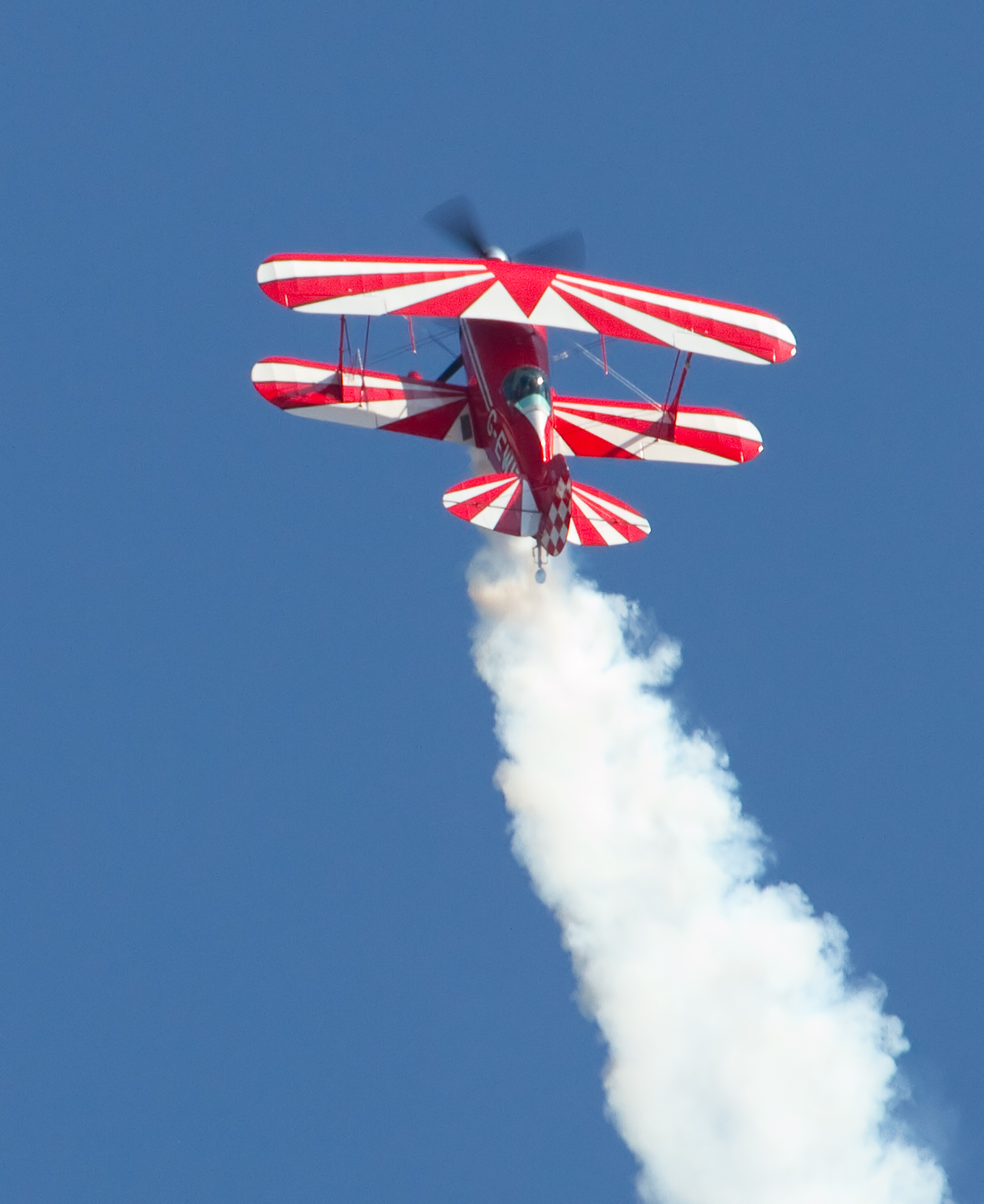
Pitts special

- Pitts special
- Eagle II

### Avions Pierre Robin
- Acrobin / R2160

### Bücker Flugzeugbau
- Bücker Bü 131
- Bücker Bü 133

### Champion Aircraft Corporation
- 8KCAB Decathlon
- Citabria
- Super Decathlon

### Extra Aircraft
- Extra 200
- Extra 230
- Famille Extra 300, l'Extra 330SC fut trois fois champion du monde et une fois champion d'Europe.

### MX Aircraft
- MX Aircraft MXS

### René Fournier
- Fournier RF-4

### Slick Aircraft
- Slick 360

### Staudacher Aircraft Inc
- S-300E
- S-600

### Sukhoï

Su 26 en patrouille

- Sukhoi Su-26, monoplace de compétition, trois fois champion du monde et huit fois champion d'Europe.
- Sukhoi Su-29
- Sukhoi Su-31, monoplace de compétition, trois fois champion du monde.

### Velox Aviation Inc.
- Velox Revolution 1

### Wolf Hirth GmbH
- Hirth Acrostar

### XtremeAir
- XtremeAir XA41
- XtremeAir XA42

### Yakovlev

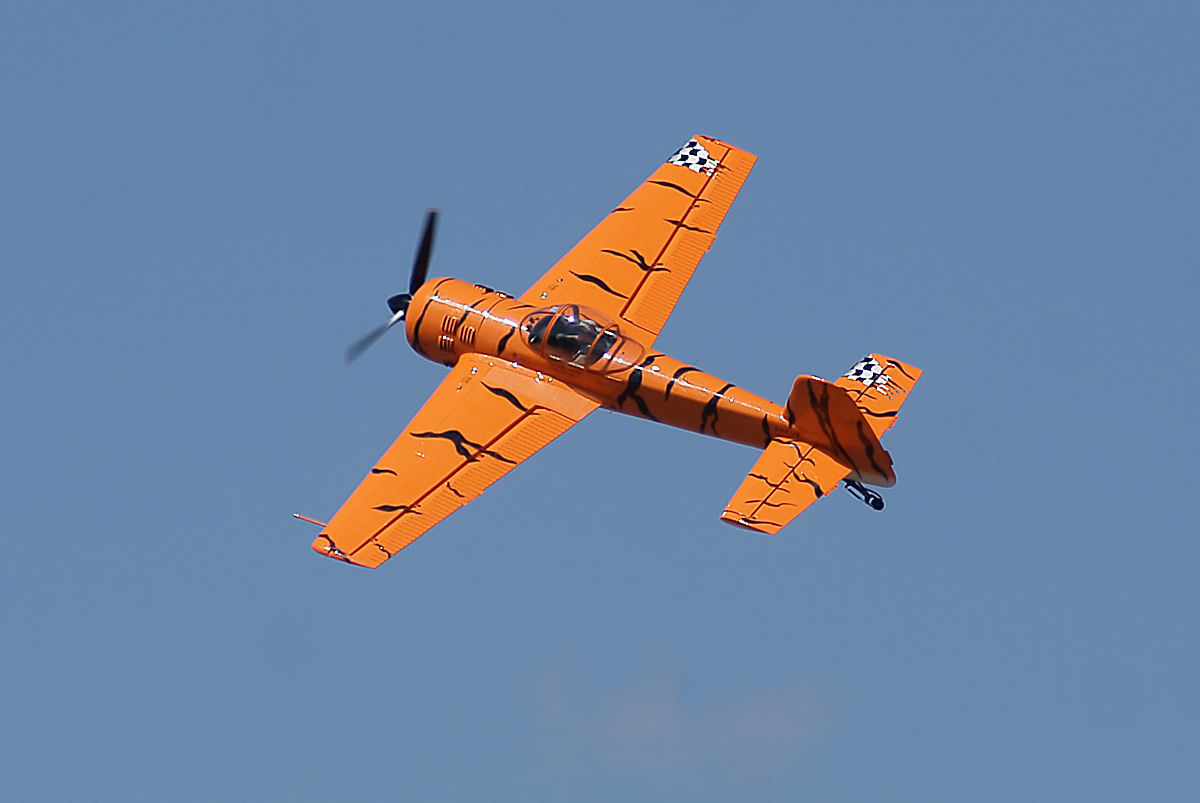
Yak-55

- Yakovlev Yak-18
- Yakovlev Yak-50
- Yakovlev Yak-52
- Yakovlev Yak-55

### Zivko Aeronautics
- Zivko Edge 540

### Zlin
- Zlín Akrobat[4]
- Zlín Trener Master
- Zlín Z 26
- Zlín Z226
- Zlín Z326
- Zlín 526
- Zlín Z-50, monoplace de compétition, trois fois champion du monde.

## Planeurde voltige

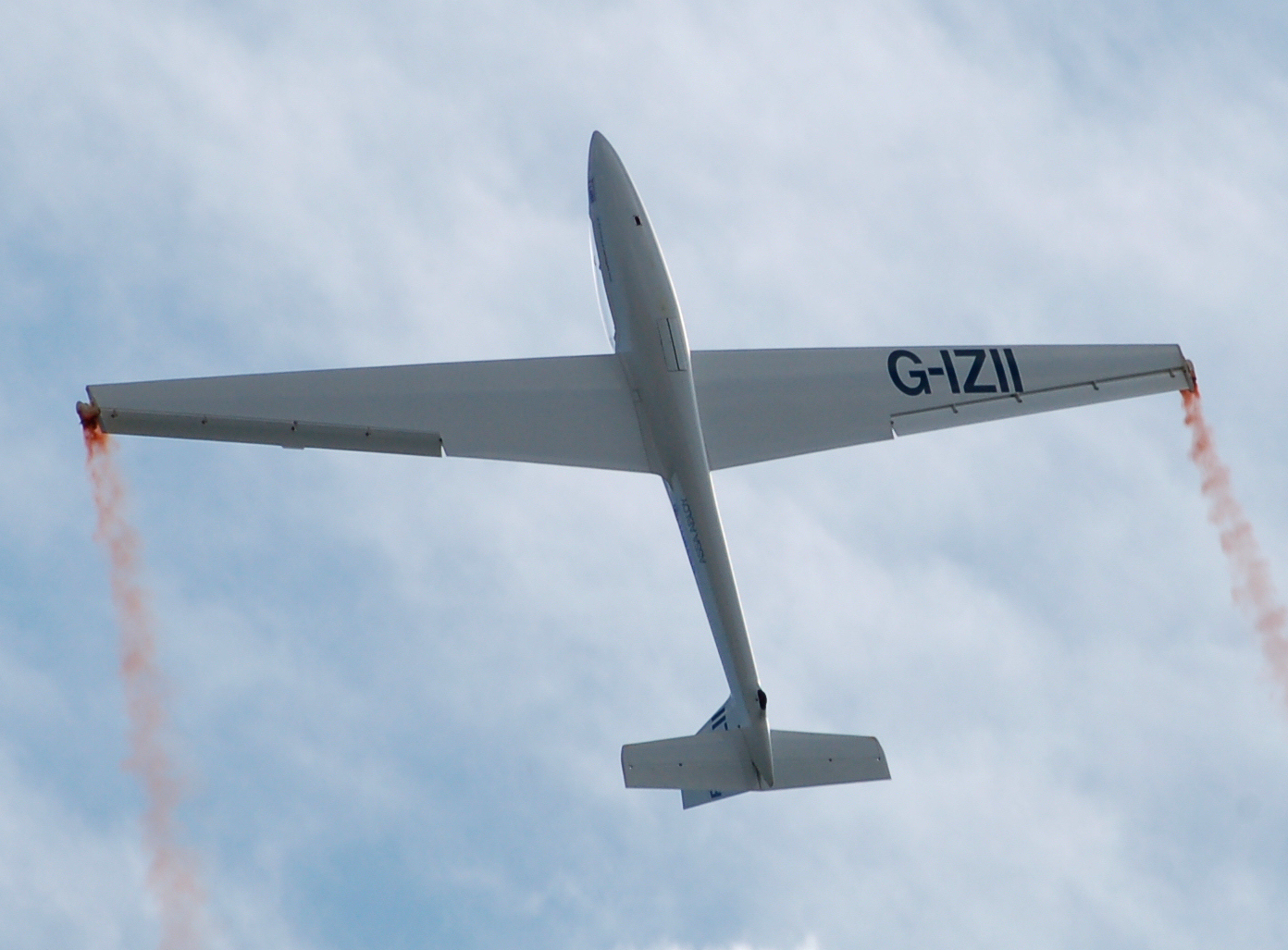
Swift S-1

- Allstar SZD-59
- Celair GA-1 Celstar
- Lo 100
- MDM-1 Fox (voltige avancée)
- Swift S-1 (voltige avancée)
- Cirrus K (voltige avancée)
- DG 500 (voltige de base)
- DG 1000 (voltige de base)